# Iljuschin Il-103
Die Iljuschin Il-103 (russisch Ильюшин Ил-103) ist ein einmotoriges Ganzmetall-Flugzeug. Die Maschine wird von Iljuschin seit dem 9. Juli 1997 in Serie gefertigt. Der Tiefdecker mit nicht einziehbarem Bugfahrwerk bietet bis zu 4 Personen Platz. Der Erstflug erfolgte am 17. Mai 1994.
Die russische Luftverkehrszulassung wurde am 15. September 1996 erteilt. Die FAA-Zertifizierung erfolgte am 9. Dezember 1998 und war die erste, die einem russischen Flugzeugtyp erteilt wurde.
Die Maschine ist als Reise- oder Leichtflugzeug vorgesehen, kann aber auch als kleine Transportmaschine verwendet werden.
Die Lebensdauer liegt bei 14.000 Flugstunden oder 20.000 Landungen respektive 15 Jahren. Der Verkaufsbasispreis liegt bei 156.500 US-$ (10/2005). Im März 2021 wurde bekanntgegeben, dass OAK einen Vertrag über eine Modernisierung und Lizenzfertigung der Il-103 in Ungarn unterzeichnet hat. Der Bau soll bei Aviation Engineering Zrt in Pécs erfolgen.

## Technische Daten
| Kenngröße             | Daten                                                               |
| --------------------- | ------------------------------------------------------------------- |
| Besatzung             | 1 Pilot                                                             |
| Passagiere            | 3                                                                   |
| Länge                 | 8 m                                                                 |
| Spannweite            | 10,56 m                                                             |
| Höhe                  | 3,13 m                                                              |
| Flügelfläche          | 14,71 m²                                                            |
| Flügelstreckung       | 7,6                                                                 |
| Startmasse            | 1310 kg                                                             |
| Triebwerk             | 1 × 6-Zylinder-Boxermotor Continental IO-360ES, 160 kW (ca. 220 PS) |
| Luftschraube          | Hartzell BHS-C2YF/F8459F-8R, verstellbar, 2-Blatt                   |
| Höchstgeschwindigkeit | 220 km/h                                                            |
| Reisegeschwindigkeit  | 200 km/h                                                            |
| Startrollstrecke      | 380 m                                                               |
| Landerollstrecke      | 320 m                                                               |
| Lastvielfache         | +4,4/−1,8g (max. 5 s)                                               |
| Reichweite            | 800 km                                                              |